# Anne de Richelieu
 (septembre 2024).
Si vous disposez d'ouvrages ou d'articles de référence ou si vous connaissez des sites web de qualité traitant du thème abordé ici, merci de compléter l'article en donnant les références utiles à sa vérifiabilité et en les liant à la section « Notes et références ».
Anne Poussard de Fors du Vigean, duchesse de Richelieu (1622-1684), est la première dame d’honneur de la reine Marie-Thérèse d'Autriche de 1671 à 1679, et celle de la dauphine Marie-Anne de Bavière de 1679 à 1684.

## Biographie
Fille du François Poussard, baron de Fors et sieur du Vigean et d'Anne de Neufbourg, elle épouse François-Alexandre d'Albret, sire de Pons et comte de Marennes (?-1648) en 1644 puis le duc de Richelieu le 26 décembre 1649,.
Elle est nommée première dame d'honneur de la reine le 21 novembre 1671. Elle a contribué à la constitution de relations cordiales entre Madame de Montespan et la reine. Durant la courte séparation entre le roi et sa favorite en 1675, elle organise une rencontre aboutissant à la réconciliation entre la reine et Madame de Montespan, ce pourquoi le roi lui exprimera sa gratitude. Elle entretenait également de bonnes relations avec Madame de Maintenon.
Son époux était l'amant de Françoise de Dreux qui, durant l'Affaire des poisons, est arrêtée pour avoir tenté de l'assassiner.
Elle fonde l’hôpital de Richelieu.